# Hamodes discistriga
Hamodes discistriga là một loài bướm đêm trong họ Noctuidae.